# 日本救急医学会九州地方会
日本救急医学会九州地方会（にほんきゅうきゅういがくかいきゅうしゅうちほうかい）は、九州地区の救急医学の進歩発展を図るために設立された学術団体。参加県は、福岡・佐賀・長崎・熊本・大分・宮崎・鹿児島。主たる事務所を福岡県久留米市旭町67。久留米大学病院高度救命救急センター内に置いている。

## 沿革
1993年4月に発足、九州地区における救急医学の進歩発展を図り、救急医療の普及と発展に貢献することを目的として活動を続けている学術団体。で、会員は、医師、看護師、救急隊員、その他の医学従事者など様々な職種で構成される。、年に一度、会員相互の最新の知識と情報を交換する場として学術集会を開催し、日頃の研究成果は日本救急医学会九州地方会雑誌「九州救急医学雑誌」として発刊、九州地区の救急医療の進歩と発展に寄与している。

## 事業
- 日本救急医学会の地方会として学術集会の開催、機関誌・論文・図書・研究資料の刊行、日本国内外の関係団体との協力活動などを行う

## 機関誌
- 日本救急医学会九州地方会雑誌『九州救急医学雑誌』 年数回